# Langues numiques
Les langues numiques sont une branche des langues uto-aztèques parlée dans l'Ouest des États-Unis.

## Répartition géographique
Les langues numiques sont essentiellement parlées dans le Grand Bassin du Sud des montagnes Rocheuses. Elles s'étendent au-delà dans les régions proches de Californie et jusqu'en Oregon. Les Comanches se sont séparés des Shoshones au XVIIe siècle pour migrer vers le sud, au Texas. Au XIXe siècle, les colons les ont déplacés en Oklahoma.

## Classification
Les langues numiques sont un des principaux sous-groupes de l'uto-aztèque du Nord.

## Liste des langues
les langues numiques sont réparties en trois sous-groupes :
- langues numiques centrales :
  - comanche,
  - timbisha,
  - shoshone ;
- langues numiques méridionales :
  - kawaiisu,
  - ute ;
- langues numiques occidentales :
  - mono,
  - paiute du Nord.